# Лейк-Катрин (Нью-Йорк)
Лейк-Катрин (англ. Lake Katrine) — переписна місцевість (CDP) в США, в окрузі Ольстер штату Нью-Йорк. Населення — 2522 особи (2020).

## Географія
Лейк-Катрин розташований за координатами 41°59′7″ пн. ш. 73°59′23″ зх. д. / 41.98528° пн. ш. 73.98972° зх. д. (41.985218, -73.989759).  За даними Бюро перепису населення США в 2010 році переписна місцевість мала площу 5,94 км², з яких 5,84 км² — суходіл та 0,10 км² — водойми.

## Демографія
Згідно з переписом 2010 року, у переписній місцевості мешкало 2397 осіб у 829 домогосподарствах у складі 465 родин. Густота населення становила 403 особи/км².  Було 918 помешкань (154/км²).
Расовий склад населення:
| - 90,6 % — білих - 3,0 % — чорних або афроамериканців - 1,9 % — азіатів - 0,2 % — корінних американців |

До двох чи більше рас належало 3,3 %. Частка іспаномовних становила 4,3 % від усіх жителів.
За віковим діапазоном населення розподілялося таким чином: 14,7 % — особи молодші 18 років, 60,4 % — особи у віці 18—64 років, 24,9 % — особи у віці 65 років та старші. Медіана віку мешканця становила 49,0 року. На 100 осіб жіночої статі у переписній місцевості припадало 89,6 чоловіків;  на 100 жінок у віці від 18 років та старших — 85,6 чоловіків також старших 18 років.
Середній дохід на одне домашнє господарство  становив 53 569 доларів США (медіана — 31 250), а середній дохід на одну сім'ю — 67 760 доларів (медіана — 54 219). За межею бідності перебувало 26,0 % осіб, у тому числі 38,1 % дітей у віці до 18 років та 12,7 % осіб у віці 65 років та старших.
Цивільне працевлаштоване населення становило 764 особи. Основні галузі зайнятості: освіта, охорона здоров'я та соціальна допомога — 28,3 %, роздрібна торгівля — 20,3 %, фінанси, страхування та нерухомість — 8,6 %, мистецтво, розваги та відпочинок — 6,9 %.